# Pietro Antonio Avanzini
Pietro Antonio Avanzini (Piacenza, 1656 – 1733) è stato un pittore italiano.

## Biografia
Allievo a Bologna con Marcantonio Franceschini e suo collaboratore nell'esecuzione di molte opere; viene descritto come pittore di scarsa originalità, che spesso copiò i disegni del suo maestro. Tra i suoi lavori vi sono alcuni dipinti conservati nel duomo di Piacenza, completati sotto la supervisione del suo maestro nel 1686. Sempre a Piacenza, nella cappella di San Bernardino da Siena nella Basilica di Santa Maria di Campagna, dipinse una Madonna con santi; inoltre dipinse per la chiesa di San Giovanni in Canale, per la chiesa di San Simone, per la chiesa di San Protasio e per la chiesa della Morte.
Secondo alcuni studiosi, nel 1728 avrebbe eseguito per la famiglia Serafini  una copia della Madonna Sistina di Raffaello, posta poi nella chiesa di San Sisto a Piacenza dopo la vendita a Dresda dell'originale.